# Salme (Nuwakot)
Salme – gaun wikas samiti w środkowej części Nepalu w strefie Bagmati w dystrykcie Nuwakot. Według nepalskiego spisu powszechnego z 2001 roku liczył on 398 gospodarstw domowych i 1998 mieszkańców (971 kobiet i 1027 mężczyzn).